# Mark Beckwith
Mark Beckwith ist ein ehemaliger US-amerikanischer Basketballspieler.

## Laufbahn
Beckwith spielte an der Columbia Falls High School im US-Bundesstaat Montana, auf Hochschulebene gehörte der 2,06 Meter messende Innenspieler von 1970 bis 1973 der Mannschaft der Montana State University an. Er wartete insbesondere in der Saison 1972/73 mit guten statistischen Werten auf, als er Mittelwerte von 14,1 Punkten sowie 11,2 Rebounds erreichte. Beckwith studierte Mathematik. Beim Draftverfahren der ABA wurde er im Jahr 1973 von den San Diego Conquistadors ausgewählt. Die Kalifornier sicherten sich die Rechte an Beckwith in der siebten Auswahlrunde.
In der Saison 1973/74 spielte Beckwith für den Hamburger TB in der Basketball-Bundesliga. Im April 1974 stand er mit den Hamburgern im Endspiel des DBB-Pokals, man unterlag dort aber TuS 04 Leverkusen (61:88).